# キリマンジャロ (アルバム)
『キリマンジャロ』（Kilimanjaro）は、フュージョン・バンド、ザ・リッピントンズが1988年にリリースしたセカンド・アルバム。
パスポート・ジャズ・レコード (Passport Jazz Records)からリリースされ、後にGRPレーベルで再発された。アルバム『キリマンジャロ』はビルボードのジャズ・チャートで3位を記録している。

## トラック・リスト
| 全作曲: ラス・フリーマン *は、レオン・ハフ、ジョン・ホワイトヘッド、ジーン・マクファーデンによる。 |                                                          |       |                                                                                            |      |
| #                                                                                                  | タイトル                                                 | 作詞  | 作曲・編曲                                                                                 | 時間 |
| 1.                                                                                                 | 「モロッコ - "Morocco"」                                 |       | ラス・フリーマン *は、 レオン・ハフ 、ジョン・ホワイトヘッド、ジーン・マクファーデンによる | 4:50 |
| 2.                                                                                                 | 「ノーザン・ライツ - "Northern Lights"」                 |       | ラス・フリーマン *は、 レオン・ハフ 、ジョン・ホワイトヘッド、ジーン・マクファーデンによる | 4:41 |
| 3.                                                                                                 | 「ドリームス・オブ・サイエンス - "Dream of the Sirens"」 |       | ラス・フリーマン *は、 レオン・ハフ 、ジョン・ホワイトヘッド、ジーン・マクファーデンによる | 5:38 |
| 4.                                                                                                 | 「カトリーナス・ダンス - "Katrina's Dance"」             |       | ラス・フリーマン *は、 レオン・ハフ 、ジョン・ホワイトヘッド、ジーン・マクファーデンによる | 5:59 |
| 5.                                                                                                 | 「キリマンジャロ - "Kilimanjaro"」                       |       | ラス・フリーマン *は、 レオン・ハフ 、ジョン・ホワイトヘッド、ジーン・マクファーデンによる | 4:47 |
| 6.                                                                                                 | 「バックスタッバース - "Back Stabbers" *」               |       | ラス・フリーマン *は、 レオン・ハフ 、ジョン・ホワイトヘッド、ジーン・マクファーデンによる | 4:08 |
| 7.                                                                                                 | 「ラヴ・ノーツ - "Love Notes"」                          |       | ラス・フリーマン *は、 レオン・ハフ 、ジョン・ホワイトヘッド、ジーン・マクファーデンによる | 4:15 |
| 8.                                                                                                 | 「ロス・カボス - "Los Cabos!"」                          |       | ラス・フリーマン *は、 レオン・ハフ 、ジョン・ホワイトヘッド、ジーン・マクファーデンによる | 4:09 |
| 9.                                                                                                 | 「オーシャンソング - "Oceansong"」                       |       | ラス・フリーマン *は、 レオン・ハフ 、ジョン・ホワイトヘッド、ジーン・マクファーデンによる | 5:30 |
| 合計時間:                                                                                          | 合計時間:                                                | 43:57 |                                                                                            |      |

## パーソネル
- ラス・フリーマン (Russ Freeman) – ギター、シンセサイザー、キーボード、プログラミング
- ジミー・ジョンソン (Jimmy Johnson) – フレットレスベース
- ビル・ランフィアー (Bill Lanphier) – ベース
- トニー・モラレス (Tony Morales) – ドラム
- スティーヴ・リード (Steve Reid) – パーカッション
- デイヴ・コーズ (Dave Koz) – アルト・サックス
- ブランダン・フィールズ (Brandon Fields) – アルト・サックス、テナー・サックス
- ヴィニー・カリウタ (Vinnie Colaiuta) – ドラム
- デヴィッド・ガーフィールド (David Garfield) – キーボード、シンセサイザー
- ジミー・ハスリップ (Jimmy Haslip) – ベース

## チャート
| チャート (1988年)           | 最高位 |
| --------------------------- | ------ |
| ビルボード ジャズ・アルバム | 3      |